# Karle
Karle là một làng thuộc huyện Svitavy, vùng Pardubický, Cộng hòa Séc.